# Radium (Kansas)
Radium é uma cidade localizada no estado americano de Kansas, no Condado de Stafford.

## Demografia
Segundo o censo americano de 2000, a sua população era de 40 habitantes.
Em 2006, foi estimada uma população de 38, um decréscimo de 2 (-5.0%).

## Geografia
De acordo com o United States Census Bureau tem uma área de
0,1 km², dos quais 0,1 km² cobertos por terra e 0,0 km² cobertos por água. Radium localiza-se a aproximadamente 595 m acima do nível do mar.

## Localidades na vizinhança
O diagrama seguinte representa as localidades num raio de 24 km ao redor de Radium.